# Ebel Hills
Die Ebel Hills sind eine Gruppe schroffer Hügel im ostantarktischen Viktorialand. Sie ragen am Kopfende des Frazier-Gletschers auf, wo dieser vom Rand des Webb Cirque östlich des Skew Peak abfällt. Sie verteilen sich über eine Länge von 2,5 km und erreichen Höhen von bis zu 2300 m.
Das Advisory Committee on Antarctic Names nahm 2007 die Benennung vor. Namensgeber ist Michael Scott Ebel (* 1956), Wartungstechniker auf der McMurdo-Station in fünf antarktischen Summerkampagnen ab 2003, der zudem zwischen 1988 und 2007 mit einer Ausnahme in jedem Jahr auf dieser Station tätig war.